# Hrafntinnusker
Hrafntinnusker är ett berg i republiken Island. Det ligger i regionen Suðurland, 130 km öster om huvudstaden Reykjavík. Toppen på Hrafntinnusker är 1 141 meter över havet, eller 166 meter över den omgivande terrängen. Bredden vid basen är 3,7 km.
Trakten runt Hrafntinnusker är nära nog obefolkad, med mindre än två invånare per kvadratkilometer. Det finns inga samhällen i närheten. Trakten runt Hrafntinnusker består i huvudsak av gräsmarker.